# Sopdet Tesserae
Le Sopdet Tesserae sono una struttura geologica della superficie di Venere.